# Selaginella tortipila
Selaginella tortipila là một loài dương xỉ trong họ Selaginellaceae. Đây là loài bản địa của vùng đông nam nước Mỹ, được tìm thấy ở một khu vực nhỏ thuộc phía nam dãy núi Appalachian và Piedmont. Loài này được A. Braun mô tả khoa học đầu tiên năm 1865.